# Vstupní brána
Vstupní brána (v anglickém originálu Boarding Gate) je francouzský hraný film z roku 2007, který natočil režisér Olivier Assayas podle vlastního scénáře. Hlavní roli v něm ztvárnila Asia Argento a v dalších se představili například Michael Madsen, Joana Preiss nebo americká hudebnice Kim Gordon. První část filmu se odehrává v Paříži, druhá pak v Hongkongu. Assayas původně chtěl, aby se film jmenoval Departed. Jelikož stejný název použil pro svůj tehdy nový film také Martin Scorsese (v Česku byl uveden pod názvem Skrytá identita), rozhodl se jej nakonec změnit na Boarding Gate. Snímek byl natáčen po dobu šesti týdnů. Snímek neobsahuje žádnou originální hudbu, výrazně je však zastoupena starší hudba od Briana Ena. Premiéra filmu proběhla 18. května 2007 na 60. ročníku Filmového festivalu v Cannes. Do francouzských kin byl uveden 22. srpna téhož roku.

## Obsazení
| Asia Argento   | Sandra         |
| Michael Madsen | Miles Rennberg |
| Carl Ng        | Lester Wang    |
| Kelly Lin      | Sue            |
| Alex Descas    | André          |
| Kim Gordon     | Kay            |
| Joana Preiss   | Lisa           |